# Messier 13
A Messier 13 (más néven M13 vagy NGC 6205) gömbhalmaz a Hercules csillagképben. Az északi égbolt egyik legismertebb gömbhalmaza.

## Felfedezése
Az M13 gömbhalmazt Edmond Halley brit csillagász fedezte fel 1714-ben. Charles Messier 1764. június 1-jén katalogizálta.

## Tudományos adatok
Az M13 volt az egyik első objektum, amit 1974-ben kiválasztottak, hogy az esetleges földön kívüli intelligencia számára üzenetet küldjenek, mivel az egyik legközelebbi gömbhalmaz. A rádiójelet az Arecibo Obszervatórium nagy rádióteleszkópjával indították útnak. Ennek az üzenetnek az elküldése azonban inkább csak jelképes tett, technológiai demonstráció volt, mint valós kísérlet egy idegen civilizációval való kapcsolatteremtésre.
Nagyon sűrű halmaz. A központja környékén köbfényévenként 1–2 csillag található, ami a Nap környékének ötszázszorosa.

## Megfigyelési lehetőség
Az M13 kedvező körülmények között szabad szemmel is megfigyelhető.